# Gliridae
Família de roedores arborícolas que compreende o arganaz.

## Classificação
Família Gliridae Thomas, 1897
- Subfamília Graphiurinae Winge, 1887
  - Gênero Graphiurus Smuts, 1832
- Subfamília Leithiinae Lydekker, 1896
  - Gênero Chaetocauda Wang, 1985
  - Gênero Dryomys Thomas, 1906
  - Gênero Eliomys Wagner, 1840
  - Gênero †Hypnomys Bate, 1919
  - Gênero Muscardinus Kaup, 1829
  - Gênero Myomimus Ognev, 1924
  - Gênero Selevinia Belosludov & Bazhanov, 1939
- Subfamília Glirinae Muirhead, 1819
  - Gênero Glirulus Thomas, 1906
  - Gênero Glis Brisson, 1762